# Edward Stanley (17e comte de Derby)
Edward George Villiers Stanley, 17e comte de Derby, né le 4 avril 1865 à Westminster et mort le 4 février 1948 à Knowsley Hall, est un militaire, homme d'État conservateur et diplomate britannique.
Lord Derby notamment est nommé deux fois au poste de secrétaire d'État à la Guerre et ambassadeur du Royaume-Uni en France.

## Biographie
Aide de camp du gouverneur général du Canada de 1889 à 1891, il débute dans la carrière politique en 1903, lorsqu'il est désigné en qualité de secrétaire financier au ministère à la Guerre, puis de ministre des Postes.
Après avoir succédé aux titres de son père en 1908, il se consacre bientôt, toutefois, à l'étude des questions militaires et s'adonne plus particulièrement à la réorganisation des forces armées du territoire britannique. Nommé directeur général du recrutement en 1915, Premier ministre Lloyd George lui confie, l'année suivante, le département de la Guerre, où il rend d'inappréciables services et est un des plus fermes soutiens de la politique d'intensification de l'effort militaire. De 1918 à 1920, il est ambassadeur en France. 
Lord-maire de Liverpool de 1911 à 1912 et membre de la Chambre des lords, il personnifie le type accompli du grand seigneur anglais élégant et froid, énergique et tenace.